# Pearl Django

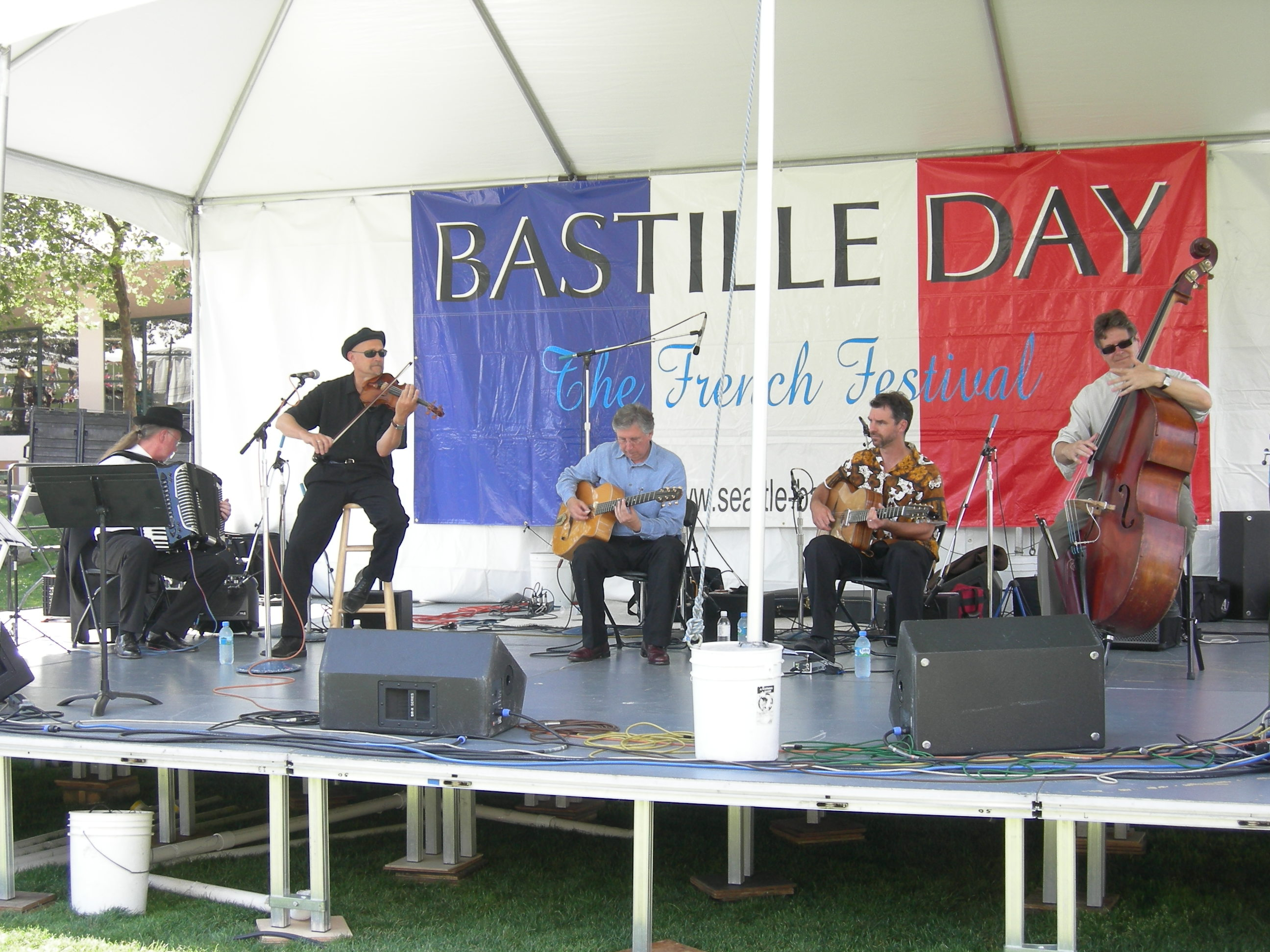
Pearl Django beim Bastille Day (2008)

Pearl Django ist eine US-amerikanische Gypsy-Jazz-Combo, die seit vielen Jahren in Seattle zuhause ist und in ihrer Stilrichtung in Nordamerika herausragt. Der Name ist eine Hommage an Django Reinhardt.

## Bandgeschichte
Die beiden Gitarristen Neil Andersson und Dudley Hill spielten bereits seit Ende der 1980er Jahre als Blues-Duo zusammen. Anfang der 1990er Jahre beschlossen sie, eine akustische Swing-Combo ins Leben zu rufen. Einig waren sie sich in ihrer Bewunderung für den Ausnahmemusiker Django Reinhardt. Gemeinsam mit dem Bassisten David „Pope“ Firman gründeten sie die Band Pearl Django 1994 in der Hafenstadt Tacoma, 50 km südwestlich von Seattle. Dazu stieß Anfang 1995 anlässlich eines Auftritts in Vancouver die Sängerin Shelley D. Park. Bereits 1995 brachte das Quartett ihr erstes Album, Le Jazz Hot heraus. Mit dem 1996 hinzugekommenen Violinisten Michael Gray erschien zwei Jahre später das zweite Album New Metropolitan Swing. Firman verließ die Band 1998 und wurde ersetzt durch den Bassisten Rick Leppanen. In dieser Besetzung entstand 1999 die dritte CD Mystery Pacific. Als Nächstes nahm sich die Band ein Tribute-Album für Stéphane Grappelli vor, die 2000 erschienene CD Avalon. Dieses fünfte Album fand Aufnahme in die Liste All Things Considered in 2001 des National Public Radio. Spätestens seitdem mangelte es der Band nicht mehr an Einladungen zu Festivals und Clubkonzerten.
Das Zentrum der Band verlagerte sich nach Seattle. In den Jahren 2002 bis 2007 folgten vier weitere Alben. Zwischenzeitlich verstarb Dudley Hill im Januar 2005. Neil Andersson legte mit Malibu manouche 2007 ein Soloalbum vor, zog sich aus dem Bandprojekt indes zurück. Von den Bandmitgliedern der Anfangsjahre blieben zuletzt nur mehr der Geiger Michael Gray und Bassist Leppanen erhalten. Hinzu kamen der Akkordeonist David Lange sowie die Gitarristen Troy Chapman und Ryan Hoffman. Fünfzehn Jahre nach dem ersten Album kamen 2010 gleich zwei Alben von Pearl Django auf den Markt, ein neues Studioalbum, Système D, sowie eine Best-of-Kompilation aus den Jahren 1995–1999 unter dem Titel Hotel New Yorker. Das elfte Album erschien 2012 unter dem stolzen Namen Eleven; das zwölfte, Time Flies, 2015 im 21. Jahr des Bestehens der Band.
Gespielt haben sie in ganz Nordamerika, aber auch in Europa. Nach wie vor stehen Django Reinhardt und Stephane Grappelli bei ihnen in hohen Ehren, auch wenn sie eben amerikanisierte Swingmusik machen. Sie sind fester Bestandteil der DjangoFest-Northwest-Festivals, die in San Francisco, im County Los Angeles und Mill Valley, Kalifornien stattfinden. Auch beim seit 1968 jährlich stattfindenden Festival de Jazz Django Reinhardt im französischen Samois-sur-Seine traten sie auf.
Die Band hat mit dem Gitarrenvirtuosen Martin Taylor zusammengespielt und mit Bucky Pizzarelli.  Auf ihrem zwölften Album, Time Flies (2015) sind alle Tracks eigene Kompositionen (außer einem Bossa-Nova-Titel).

## Diskografische Anmerkungen
- 2015 – Time Flies
- 2012 – Eleven
- 2010 – Système D
- 2010 – Hotel New Yorker Modern (Compilation 1995–1999)
- 2007 – Modern times
- 2005 – Chasing shadows
- 2003 – Swing 48
- 2002 – Under Paris skies
- 2000 – Avalon
- 1999 – Mystery pacific
- 1997 – New Metropolitan Swing
- 1995 – Le Jazz Hot

Soloalben
- 2007 – Malibu manouche (Neil Andersson)
- 1999 – Souvenirs (Michael Gray & Pearl Django)

## Belege
1. ↑  Bandbiografie, beim All Music Guide
2. ↑  Seattle Times: Dudley Hill, who started popular band Pearl Django, dies at 56 01/20/2005 (Memento vom 13. September 2015 im Internet Archive)
3. ↑  DjangoFest Northwest
4. ↑  Martin Taylor With Pearl Django: Gypsy Jazz, National Public Radio vom 13. Januar 2011, abgerufen am 13. September 2015.
5. ↑  Pearl Django profile at KPLU. KPLU News for Seattle and the Northwest, archiviert vom Original am 20. Oktober 2011; abgerufen am 13. September 2015.  Info: Der Archivlink wurde automatisch eingesetzt und noch nicht geprüft. Bitte prüfe Original- und Archivlink gemäß Anleitung und entferne dann diesen Hinweis.
6. ↑  Pearl Django, ‘Time Flies’ (Modern Hot) (Seite nicht mehr abrufbar, festgestellt im Mai 2019. Suche in Webarchiven)  Info: Der Link wurde automatisch als defekt markiert. Bitte prüfe den Link gemäß Anleitung und entferne dann diesen Hinweis., Rezension in der Seattle Times vom 24. April 2015, abgerufen am 30. September 2015.